# Beinn Shiantaidh
Beinn Shiantaidh (gael. „święta góra”) – drugi co do wysokości szczyt pasma Paps of Jura, wysoki na 757 metrów n.p.m. Łańcuch ten wznosi się w południowej części wyspy Jura, w Szkocji.